# Carl William Hansen
Carl William Hansen (11 octobre 1872 - 3 août 1936) est un auteur danois, luciférien, évêque errant et occultiste.

## Biographie
Hansen est né à Copenhague et initié au Martinisme en 1898 par Alphonse Wallen. Hansen a publié Den Ny Morgens Gry, Lucifer-Hiram, Verdensbygmesterens Genkomst (L'aube d'un nouveau matin, Lucifer-Hiram, Le retour du maître constructeur du monde), en 1906 sous le pseudonyme Ben Kadosh.
Inspiré par le mouvement français gnostique et des écrivains tels que Carl Kohl, ses principaux intérêts semblent avoir été l'alchimie et l'astrologie. Jusqu'en 1905, il était en communication avec le dramaturge suédois et alchimiste August Strindberg. Certaines des idées occultes de Hansen inspirent aujourd'hui l'Église néo-luciférienne.
En septembre 1921, Theodor Reuss émit des chartes maçonniques marginales à Hansen pour Gnostic Primas, Memphis & Misraim, Ordo Templi Orientis et la Hermetic Brotherhood of Light. En 1923, il s'engagea dans la fondation d'une loge martiniste au Danemark, plus tard dissoute et reconstruite sous le nom de loge Les Trois Colonnes. Ce lodge faisait partie du "Grand Orient danois", affrété par Joanny Bricaud à Lyon sous le nom de "Grand Orient de la vraie et haute Maçonnerie ésoterique et gnostique du Danemark." le «Grand Orient du Danemark et du Nord» et a formé «La Grande Loge du Danemark», un corps maçonnique irrégulier. De profession Carl W. Hansen était marchand de produits laitiers, bien qu'il se présente comme chimiste dans «Who's Who» de Hartmann, deuxième édition 1927. Les biographies de Hansen ont été écrites par Peder Byberg Madsen et Bjarne Salling Pedersen et incluses dans la réédition de «Den Ny Morgens Gry, Lucifer-Hiram, Verdensbygmesterens Genkomst» en 2006.
Hansen est décédé d'une crise cardiaque à l'âge de 64 ans.

## Publication
- Den Ny Morgens Gry, Lucifer-Hiram, Verdensbygmesterens Genkomst (L'aube d'un nouveau matin, Lucifer-Hiram, Le retour du maître constructeur du monde), en 1906 sous le pseudonyme Ben Kadosh.